# Smerinthus salicis
Smerinthus salicis är en fjärilsart som beskrevs av Jacob Hübner 1805. Smerinthus salicis ingår i släktet Smerinthus och familjen svärmare. Inga underarter finns listade i Catalogue of Life.